# سید مرتضی جزایری
سید مرتضی جزایری (آذر ۱۳۰۹ نجف–۲۰ خرداد ۱۳۸۷ تهران) فقیه و روشنفکر دینیِ ایرانی بود. وی از مؤسسان نشریۀ مکتب اسلام و یکی از یاران نزدیک سید هادی میلانی بود.

## تولد و تحصیل در حوزه
سید مرتضی جزایری در آذر ۱۳۰۹ در نجف متولد شد. پدر وی سید صدرالدین جزایری از معتبرترین روحانیان تهران برای تحصیل در حوزه علمیه نجف در آن شهر ساکن بود. او در ۹ سالگی به همراه خانواده به تهران آمد و در آنجا در خانه نزد پدر به تحصیل مشغول شد. چهارده ساله بود که به پیشنهاد سیدمحمد حسین طباطبایی برای تحصیلات حوزوی به قم فرستاده شد. وی پیش از رفتن به قم نزد طباطبایی به فراگیری مقدمات تحصیلاتِ حوزوی پرداخته..
در قم، بروجردی که از دوستان پدر وی بود او را در مدرسه فیضیه قم و در کنار فرزند خود اسکان داد. سید مرتضی جزایری در آن روزگار با نشان دادن استعداد زیاد به سرعت در حوزه تبدیل به یکی از طلابِ به‌نام شد.
او در آن زمان علاوه بر درس بروجردی، در محضر سیدمحمد حسین طباطبایی نیز فلسفه می‌خواند. وی همچنان در دروس خارج فقه سید کاظم شریعتمداری نیز شرکت می‌کرد.
در این دوران موسی صدر و جزایری که با یکدیگر خویشاوندی نیز داشتند رابطۀ دوستانۀ نزدیکی آغاز کردند. همچنین مرتضی مطهری و سید محمد بهشتی از همراهان صدر و جزایری در این دوره بودند.

## نظریّات فقهی و حدیثی
او اساساً دین را فاقد ماهیّت قانون‌گذارانه می‌دانست؛ زیرا قانون (به معنی متعارف آن) را از اعتبارات مابعدالاجتماع و مقوّم آن را پذیرش جمعی می‌شمرد و بر آن بود که تا اجتماعی تشکیل نگردد، مزاحمتی در راه دستیابی به مایحتاجِ محدود و متقاضیِ بسیار مفروض نیست و به قانونی در جهت رفع آن مزاحمت نیاز نیست و پس از تشکیل اجتماع نیز ضرورتِ دستیابی به نیازِ خاصّ موردِ تزاحم قرار گرفته، خودبه‌خود تعیین‌کنندۀ شیوۀ بُرون‌رفت از تنگنای آن مزاحمت است؛ بنابراین، جامعه نمی‌تواند احکامی بیرون از حیطۀ مشکلات خویش به شکل قانون بر خود حاکم شناسد.
از این رو، دین نه تنها قانون‌گذاری نمی‌کند، بلکه برخلاف انتظار، ماهیتاً نیز واضع قانون نیست؛ زیرا مقوّم قانون – همان‌طور که گفته شد – پذیرش اجتماعی است که مزاحمتی خاص نیاز او را تهدید می‌کند و ماهیت آن مزاحمت، طریقه و راه حلّ آن را به شکل غیرقابل‌اجتنابی در برابر جامعه قرار می‌دهد. او تنها وظیفۀ دین را تربیتِ انسان در مسیر تکامل معنوی او یعنی فرونهادن خواست‌های خودخوهانه‌اش در جهت تخلّق به اخلاق انسانی و در نهایت، وصول واقعی به توحید مطلق، که تعبیر دیگری از قیامت است، می‌دانست.
او بر پایۀ این دو مقدّمه، حدّ اکثر وظیفه و تأثیرگذاری دین در عرصۀ اجتماع را ترغیب به رعایت قانون می‌شناخت، نه وضع قانون؛ یعنی او اجتماع را به شکل قهری مولّد قانون و دین را مبلّغ رعایت آن در جهت صیانت از حقوقِ معتبر در آن می‌شمرد تا از مرزشکنی‌های ناشی از زیاده‌خواهی در انسانِ ذاتاً اجتماعی، پیشگیری کند؛ ولی نه در جهت اهدافی خیالی نظیر قوام اجتماع و صرفِ احقاق حقوقِ ذاتاً اعتباری! بلکه دین را متکفّل بیان واقعیاتی می‌دانست که همواره منش آدمی هنگام حضور در بستر تعیّن ناخودآگاه از طریق تمایلاتش تحت تأثیر آنها قرار می‌گیرد؛ از این رو، تعالیم دینی صرفاً با بیان لوازم عدم آلودگی و در صورت ابتلا، طرقِ رهایی از آن بندها را، در جهت تسهیل این روند، مشفقانه بیان می‌دارد.

## مجلۀ مکتب اسلام
در دهۀ ۱۳۳۰، گروهی از طلاب حوزه علمیه قم به پیشنهاد و زیر نظر سید کاظم شریعتمداری اقدام به تأسیس مجله مکتب اسلام کردند. سید مرتضی جزایری در کنار ناصر مکارم شیرازی، موسی صدر، محمد واعظ زاده خراسانی، علی دوانی، مجدالدین محلاتی، عبدالکریم موسوی اردبیلی و  جعفر سبحانی مؤسسان این مجله بودند.
مجلۀ «مکتب اسلام» به مدت یک سال با حضور هیئت مؤسس اولیه به انتشار خود ادامه داد. پس از یک سال انتشار، تیراژ این نشریه به حدود ۱۲۰ هزار نسخه رسید و از شهرت زیادی نزد مراکز علمی و دینی ایران برخوردار شد. برای این نشریه مدیرمسئول تعیین نشده بود و کارهای اجرایی به صورت شورایی انجام می‌گرفت، اما با اعتراض حکومت قرار شد یکی از اعضای هیئت مؤسس به عنوان مدیرمسئول به حکومت معرفی شود.

مهندس حسن شریعتمداری، فرزند شریعتمداری در گفتگو با بی‌بی‌سی در این باره می‌گوید: 
از آن جایی که مکتب اسلام به مدیر مسئول نیاز داشت دو نفر از آقایان یعنی آقای مکارم و آقای جزایری که علاوه بر تحصیلات قدیم، مدرک تحصیلی جدید معادل لیسانس هم گویا از دانشکدۀ معقول و منقول داشتند، کاندیدا شدند و پدر من آقای مکارم شیرازی را برای این سِمت قبول کردند و ایشان به عنوان مدیر مسئول و صاحب امتیاز به دولت معرفی شد که فکر می‌کنیم تا اکنون هم ایشان در این سمت خودشان هستند.
با وجود این، بلافاصله پس از معرفی مکارم شیرازی به عنوان مدیرمسئول مکتب اسلام، همۀ هیئت مؤسس از جمله مرتضی جزایری به نشانۀ اعتراض همکاری خود را با مکتب اسلام قطع کردند. دلیل جدایی هیئت مؤسس اولیه هیچ‌گاه معلوم نشد.

## پیشنهاد شورای مرجعیت
جزایری یکی از طرفداران مرجعیت شیعه به صورت شورایی بود. وی در مقاله‌ای با عنوان «طرح شورای فتوایی»، در کنار نظریه اعلمیت که می‌گوید افراد برای تشخیص احکام و مسائل شرعی خود باید به مجتهدان رجوع کرده و در مسائل خلافی منحصراً از اَعلم تقلید نمایند، شورای فتوایی را مطرح می‌کند. طرح شورای فتوایی عبارت است از اینکه به جای آنکه افراد از شخص معینی تقلید کرده، در مسائل دینی از نظریات و افکار فرد بخصوصی پیروی کنند، مجمعی تشکیل شود که در آن فقهای مُسَلَّم عصر عضویت داشته باشند و تک‌تک مسائل در آنجا مطرح شود و اعضا دربارۀ آن شور علمیِ تمام کنند و چون اتفاق نظر در تمام مسائل بین همۀ افراد ممکن نیست، شورا موظف باشد نظر اکثریت را اعلام کند و به جای آنکه فتوای اعلم (فرد داناتر) ملاک عمل باشد، نظر اکثریت ملاک گشته و باید به فتوای اکثریت عمل کرد.

## درگذشت
او پیشتر برای درمان شکستگی پا در بیمارستان بستری شده بود و در پی آن به بیماری ناشناخته‌ای دچار شد. چند سال بعد، در سحرگاه دوشنبه ۲۰ خردادماه ۱۳۸۷ خورشیدی (برابر با ۵ جمادی‌الثانی ۱۴۲۹ قمری) پس از ۴۷ روز بستری شدن در بخش مراقبت‌های ویژه بیمارستان شرکت نفت تهران در ۷۸ سالگی درگذشت و در رواق میان دو امامزادۀ مدفون در حرم حضرت عبدالعظیم به خاک سپرده شد

## نمونه شعر او
| شد دگرباره جوان عالم پیر |  | عالم پیر شده عشق‌پذیر        |
| کائناتند در این دام اسیر |  | دام عشق است و ندارد تدبیر   |
| چنگ زن چنگ به اقبال امیر |  | ساز را ساز به بانگ بم و زیر |